# Les Enfants de la Terre (série littéraire)
Pour les articles homonymes, voir Les Enfants de la Terre.
Les Enfants de la Terre (en anglais : Earth's Children) est une série romanesque en six volumes de Jean M. Auel, qui met en scène la vie quotidienne des êtres humains durant la Préhistoire. Elle a été publiée entre 1980 et 2011.
L'action se déroule sur le continent européen, 30 000 ans avant notre ère, au cours de la dernière période glaciaire. L’homme de Cro-Magnon ou Homo sapiens cohabite avec l'homme de Néandertal et la fiction est donc une contraction entre la fin du Moustérien, l'Aurignacien et le début du Gravettien. Elle met en scène Ayla, une jeune Homo sapiens élevée par des néandertaliens, qui fait preuve à la fois d'ingéniosité, de tolérance et de soif de vivre.

## Principaux thèmes
Dans Les Enfants de la Terre, les sociétés Homo sapiens sont presque totalement matriarcales. La notion de paternité y est inconnue, les enfants ont une mère et un « homme du foyer » (le compagnon de leur mère). La religion est le culte de la Mère (Doni dans le roman), et les valeurs de tolérance, en particulier envers l'étranger, y sont prônées. La guerre est inconnue (sauf de façon limitée entre sapiens et néandertaliens).
Il existe des transgressions de ces valeurs (plutôt de l'ordre de la délinquance), surtout de la part d'individus de sexe masculin, ce qui renforce l'atmosphère de féminisme émanant de cet ouvrage.
La société néandertalienne y est décrite comme patriarcale, rigide (ce qui aurait provoqué leur disparition par la suite), mais jamais de façon systématiquement négative : l'héroïne Ayla les défend tout au long de l'histoire (face au « racisme » de certains de ses congénères), bien qu'ils l'aient bannie, et que l'un d'entre eux l'ait violée.

## L'univers desEnfants de la Terre

### Les deux espèces humaines
Homo neanderthalensis et Homo sapiens se côtoient dans l'univers romanesque, comme ils l'ont  fait dans la réalité, ainsi que l'indique l'ADN d'un fossile humain retrouvé en Roumanie et datant de 40 000 ans. Les premiers sont appelés « les Têtes plates », en raison de la forme particulière de leur crâne ; les seconds sont appelés « les Autres », puisque arrivés après.
Même s'ils ont de nombreux points communs, il existe des différences fondamentales entre ces deux espèces.

#### Le clan de l'ours
Chez les Néandertaliens, les membres du Clan vénèrent Ursus, l'ours des cavernes, esprit suprême et grand protecteur. Ils  agissent en fonction de ce qu'ils appellent eux-mêmes les souvenirs et qu'on pourrait définir comme l'instinct. Aucune place n'est laissée à l'apprentissage ; ils sont incapables de concevoir un futur différent du passé et ils rejettent tout ce qui dérange leurs habitudes.
Hommes et femmes ne possèdent pas les mêmes souvenirs. Les hommes chassent, ce que les femmes n'ont pas le droit de faire, mais ils ne savent pas reconnaitre les plantes et leurs vertus. De même, les guérisseuses sont toujours des femmes, transmettant généralement leur statut de mère en fille, les souvenirs étant transmis par hérédité.
Dans cette société, le chef possède des pouvoirs assez grands, bien qu'il se réfère souvent à l'avis de la communauté masculine. Une fois qu'il a donné un ordre, celui-ci est sans appel.
Le sorcier ou mog-ur fait le lien entre le monde des esprits et les humains du Clan. Il célèbre les divers rituels qui rythment la vie du clan. Certains de ces rituels sont rares : par exemple la consécration d'une nouvelle caverne. D'autres sont plus courants : nomination d'un jeune garçon au rang d'homme, après sa première chasse, révélation des totems (esprits d'animaux) de chaque enfant, imposition du nom, choisi par le sorcier, sept jours après la naissance (dans le cas d'Ayla, sept jours après son adoption). D'autres rituels sont célébrés lors du grand rassemblement du Clan, qui a lieu une fois tous les sept ans et, pour le clan d'Ayla, un rituel particulier sera célébré lorsqu'elle sera élevée au rang de « femme qui chasse ».
Le mog-ur est à la fois la désignation du sorcier et, avec une majuscule, le nom donné au plus grand des sorciers de tous les clans, Creb, le « père » adoptif d'Ayla.

### Les «Autres»
Ce sont les Clans Homo sapiens.

#### Les peuples
- Lanzadonii
- Losadunaï
- Mamutoï
- Zelandonii
- Sharamudoï = Shamudoï +  Ramudoï
- S'Armunaï
- Sungaea
- Hadumaï
- Giornadonii

### Les langages
Dans ce monde, les « Autres » ont des langues relativement proches, bien que différentes et parlées par des peuples plus ou moins éloignés géographiquement. On peut y reconnaître une illustration de la famille des langues indo-européennes, héritières de l'hypothétique langue reconstituée comme ancêtre commune à toutes ces langues, l'indo-européen commun.
Les « Têtes Plates », quant à eux, ont également un langage composé surtout de signes effectués par les mains et par l'ensemble du corps. Les sons qui les accompagnent ne sont là que pour appuyer le sens de la phrase. Ils ne peuvent émettre que très peu de sons car leurs cordes vocales ne sont pas développées, c'est pourquoi ils ne possèdent pas de langage articulé. 
Ils ont également la particularité d'avoir un deuxième langage, un langage sacré utilisé pour les rituels qui peut être compris par toutes les cavernes « Têtes Plates » où qu'elles soient. Ce langage sacré et universel n'est constitué que de signes, sans aucun son.

### Les plantes
| Plantes                    | Usage |
| -------------------------- | --- |
| Saule                      | Iza, la femme tête plate qui prend soin d'Ayla, s'en sert pour atténuer la fièvre et la douleur de la petite fille. Ayla s'en servira plusieurs fois à des fins variées. C'est l'intérieur de l'écorce (le cambium) de l'arbre qui est utilisée. |
| Datura                     | - Préparé par les Mog-urs, ils la destinent soit aux hommes, pour leurs cérémonies, soit aux femmes, en échange de la drogue-racine uniquement préparée par les guérisseuses. - Préparé par les guérisseuses : selon les modes de préparation, le datura peut avoir des effets anesthésiants, calmants, soporifiques, léger sédatif pour les enfants. - Ayla s'en servira plusieurs fois, pour soigner Jondalar, Roshario et d'autres malades qui requièrent ses soins. |
| Rhizomes d'iris            | En décoction : vertu antiseptique. |
| Aunée                      | Ayla s'en sert pour aider sa mère adoptive à respirer lors de son agonie. |
| Trèfle                     | Pour fortifier le cœur. |
| Poudre de houblon          | Léger calmant. |
| Lis des marais             | Creb mâche du lis des marais lors d'un mal de dent sévère, avant d'accepter qu'Iza arrache sa dent malade. |
| Menthe sèche en cataplasme | Contre les brûlures : Ayla s'en sert lorsque Brun se brûle. |
| Bardane                    | Contre les brûlures : Shamud, le sorcier des Sharamudoï se sert de feuilles de bardane pour soigner la petite Shamio, fille de Tholie, alors qu'elle était brûlée par un liquide brûlant. Ayla s'en servira également pour soigner un coup de soleil de Jondalar. |
| Digitale                   | Cardiotonique très puissant. Ayla l'utilise avec précaution pour soigner Rydag, l'enfant malingre d'esprits mêlés recueilli par les Mamutoï. |
| Cynorrhodon                | Fruit du rosier sauvage et de l'églantier, riche en vitamine C. Il entre dans la composition d'une boisson énergétique qu'Ayla prépare afin de parer les carences dues au manque de fruits et légumes pendant l'hiver. |
| Patience sauvage           | Riche en fer. Elle entre dans la composition d'une boisson énergétique qu'Ayla prépare afin de parer les carences dues au manque de fruits et légumes pendant l'hiver. |

| Plantes                        | Usage |
| ------------------------------ | --- |
| La drogue-racine               | Creb s'en sert pour les cérémonies du clan. Lors du rassemblement du Clan, Ayla, qui en a trop préparé, va boire le reste de la potion et connaître des sensations et une expérience qui la suivra toute sa vie. Elle s'en servira également avec Mamut et, à cette occasion, ils risqueront tous les deux leur vie et seront ramenés au temps présent grâce à l'amour de Jondalar.                            |
| Remède pour les yeux enflammés | Iza, qui est très perturbée par les larmes d'Ayla, se sert de cette plante pour baigner ses yeux. Il s'agit d'une plante poussant dans l'ombre dense des sous-bois et qui tire sa subsistance des végétaux en décomposition. Sa texture cireuse noircit au toucher. |
| Racine à serpent               | Iza sort par temps froid pour chercher cette racine et permettre à Ayla de garder son bébé. C'est une racine qui, cueillie à l'automne, et consommée fraîche, permet la prévention des fausses couches. Il s'agit de deux plantes, une mâle et une femelle. Les fleurs du plant mâle sont blanches. C'est la racine du plant femelle qui contient le produit actif, et ses fleurs sont plus petites et vertes. |
| Remède magique d'Iza           | Il s'agit d'une potion contraceptive. |

## Principaux personnages
Ayla, l'héroïne, est le seul personnage à être physiquement présent dans tous les volumes du roman.
La liste suivante donne les principaux personnages ayant façonné la vie d'Ayla. Voir les articles sur chacun des volumes pour une liste plus complète.
- Membres du clan (Le Clan de l'Ours des Cavernes) :
  - Iza, la guérisseuse, mère adoptive d'Ayla, qui a pris le risque de la recueillir ;
  - Creb, le sorcier (Mog-Ur), frère d'Iza, et donc de fait père adoptif d'Ayla ;
  - Durc, fils « sang mêlé » d'Ayla ;
  - Brun, le chef du clan ;
  - Broud, fils d'Ebra, compagne du chef ; père de Durc.

- Les animaux :
  - Whinney (ou Crinière, dans la première traduction), la jument apprivoisée (La Vallée des chevaux et suivants) ;
  - Bébé, le lion des cavernes qu'Ayla a élevé (La Vallée des chevaux et Les Chasseurs de mammouths, lors de son adieu pendant la réunion d'été) ;
  - Rapide, le poulain né de la jument (La Vallée des chevaux et suivants) ;
  - Loup, le loup apprivoisé (Les Chasseurs de mammouths et suivants) ;
  - Grise, la petite pouliche (Les Refuges de pierre)

- Les Mamutoï (Les Chasseurs de mammouths) :
  - Mamut, le sorcier de la tribu, qui est le premier à lui donner un statut parmi les Autres ;
  - Talut et Nezzie, le chef de la tribu (avec sa sœur Tulie) et sa femme ;
  - Ranec, métis, sculpteur d'ivoire, amoureux d'Ayla, qui faillit l'épouser ;
  - Wymez, père de Ranec, tailleur de silex, ayant voyagé très loin au sud ;
  - Rydag, l'enfant « sang mêlé ».

- Les Zelandonii (Les Refuges de pierre et Le Pays des Grottes Sacrées pour la plupart) :
  - Jondalar, le compagnon promis d'Ayla : c'est le premier homme venant des "autres" qu'Ayla rencontre après avoir vécu parmi les hommes et les femmes du Clan ( La Vallée des chevaux et suivants) ;
  - Thonolan, frère et compagnon de voyage de Jondalar. Tué par Bébé le lion des cavernes recueilli par Ayla ;
  - Marthona, la mère de Jondalar, Thonolan et Joharran. Chef de clan ;
  - Willamar, le compagnon de Marthona ;
  - Zolena, grande prêtresse, qui ne porte plus que son titre de Zelandoni, « Première de Ceux Qui Servent la Mère »[3], premier amour de Jondalar ;
  - Joharran : le demi-frère de Jondalar, c'est aussi le chef de la neuvième caverne des Zelandonii ;
  - Folara, jeune sœur de Jondalar, elle est née au foyer de Willamar ;
  - Jonayla, fille de Ayla, elle est née au foyer de Jondalar. (Le Pays des Grottes Sacrées).

- Les Lanzadonii (Le Grand Voyage et suivants) :
  - Dalanar, ancien compagnon de Marthona, il est aujourd'hui uni à Jerika. C'est le chef de la première caverne des Lanzadonii, qu'il a créée après avoir rompu le lien avec la mère de Jondalar ;
  - Jerika, la compagne de Dalanar, elle est venue avec ses parents depuis les terres de l'extrême Est ;
  - Joplaya, fille de Jerika, elle est la « cousine de foyer » de Jondalar, en réalité, sa demi-sœur, comme Folara. Elle est secrètement amoureuse de Jondalar ;
  - Echozar, esprit mêlé, c'est le compagnon de Joplaya.

## Cadre géographique
- Carte des voyages d'Ayla (volumes 1 à 5), par Don Hitchcock[4].

Dans Le Pays des Grottes Sacrées (2011), sixième et dernier volume de la série, l'action se passe en France. Acceptée par les Zelandoni, Ayla suit un entrainement pour devenir un chef spirituel. Pour cela, elle part faire le tour des grottes sacrées. Elle remonte le cours du Rhône jusqu'à la confluence avec l'Ardèche — qui vient du nord-ouest et non du nord-est comme dans le livre — et remonte celle-ci jusqu'à atteindre le célèbre site de Vallon-Pont-d'Arc, où se trouve la grotte Chauvet, désignée dans le récit comme la plus sacrée des grottes. Jean Auel a visité cette grotte et s'est liée d'amitié avec Jean Clottes, qui l'a expertisée en 1994, quelques jours après sa découverte par Jean-Marie Chauvet et deux amis .

## Crédibilité scientifique
Jean M. Auel fait usage de nombreux résultats en paléoanthropologie et en préhistoire, dont certains sont largement reconnus par la communauté scientifique, et d'autres parfois plus spéculatifs.
Selon la préface du premier volume, il n'y a pas de contradiction entre ce qui est décrit et l'état des connaissances au moment de la rédaction des romans. Néanmoins, Jean M. Auel n'hésite pas à extrapoler et joue avec les dates, situant à l'époque décrite des inventions qui ne sont avérées que bien plus tard.
On peut citer :
- métissage sapiens/néandertal, attesté selon de récentes études d'ADN fossile[8] ;
- domestication du cheval (attestée vers 6 000 BP) (au moins semi-domestication attestée au Magdalénien, vers 17 000 BP à 12 000 BP) ;
- invention du propulseur de sagaie (attestée au Solutréen, vers 18 000 BP) ;
- invention de l'aiguille à chas (attestée vers 18 000 BP[9]) ;
- perfectionnement des techniques de taille du silex (attesté) ;
- découverte du couple pyrite/silex pour faire du feu (vers 30 000 BP) ;
- figurine en terre cuite (avérée au Gravettien, cf. Vénus de Dolní Věstonice) ;
- déplacements et échanges à l'échelle continentale (attestés au Magdalénien).

Et bien plus spéculatif :
- culte de la Déesse ;
- genèse des langues[10] ;
- possibilité de monter un cheval sauvage (pour certains scientifiques, le dos de ces animaux n'était pas assez résistant pour supporter le poids d'un cavalier : cette résistance serait le fruit de la sélection génétique sur plusieurs générations[réf. souhaitée]) ;
- possibilité de fabriquer du vin à partir de raisin sauvage pourtant pauvre en sucre ;
- signification rituelle des grottes ornées ;
- mémoire génétique des néandertaliens, d'où des naissances de plus en plus difficiles (crâne trop gros) ;
- phonation limitée des néandertaliens, il n’existe plus en 2019 de preuves physiques ou génétiques d’une impossibilité à parler[11] ;
- couleur de peau des Homo sapiens, décrit comme blancs (à l’exception de Ranec) alors que cette couleur de peau était inconnue en Europe au moins jusqu’à 8 000 BP[12] ;
- épidémie de rougeole: le minimum de population pour que la rougeole persiste n’a été atteint que vers 2 500 ans avant J.C. et selon des études phylogénétiques, la rougeole ne serait apparue que vers le XIe siècle.

Cependant, elle nous permet de découvrir des aspects peu connus de la Préhistoire, comme l'existence des premières terres cuites de l'humanité du site de Dolní Věstonice (Moravie), qui n'étaient pas à but utilitaire comme au Néolithique, mais à but symbolique. Ces terres cuites étaient en effet destinées à créer des représentations féminines ou animales.
D'autre part, si le roman est attaquable sur le plan de la chronologie, il demeure une très bonne présentation du mode de vie des hommes préhistoriques et va au-delà des préjugés que beaucoup peuvent avoir sur nos ancêtres. Nous sommes en effet bien loin de l'image d'Épinal de l'« homme des cavernes » barbare, vêtu de haillons et tirant sa femme par les cheveux, mais en présence d'individus raffinés et extrêmement bien adaptés à leur environnement naturel. 
Les méthodes de taille de pierres décrites pour les néandertaliens relèvent de la méthode Levallois.
Concernant la raison de l'extinction des Néandertaliens, Jean M. Auel privilégie l'hypothèse de la « non-adaptabilité », même si elle évoque aussi celle de « l'accouchement impossible ». D'autre part, l'hypothèse de l'impossibilité du langage articulé chez ceux-ci est loin de faire l'unanimité.
Les Néandertaliens sont décrits comme étant plus petits qu'Homo sapiens, mais avec un buste fortement musclé et déployant une force bien plus importante en moyenne que l'homme moderne. Cette vision, décrite dans le premier tome de l'histoire, était courante dans les années 80 mais ne l'est plus actuellement. Les scientifiques décrivent les Néandertaliens avec une moyenne de taille à peu près égale à notre espèce à l'époque (voir l'article sur les néanderthals), tandis que l'auteure les décrit comme faisant une tête de moins que l'héroïne, pour les plus grands, soit dans les 1,40 m. Néanmoins, la forte musculature de ce peuple est bien avérée, les squelettes démontrant un poids moyen de 90 kg pour 1,60 m.[réf. nécessaire]

## Œuvres
Six tomes sont publiés (en France par Presses de la Cité, édition originale Crown Publishers Inc.) : 
1. Le Clan de l'Ours des Cavernes ;
2. La Vallée des chevaux ;
3. Les Chasseurs de mammouths ;
4. Le Grand Voyage (En pocket ce titre est découpé en 2 parties : 4/1 - Le Grand voyage 1re partie et 4/2 - Le Retour d'Ayla.) ;
5. Les Refuges de pierre ;
6. Le Pays des Grottes Sacrées (En principe le dernier tome de la série. En pocket ce titre est découpé en 2 parties : 6/1 - Le pays des grottes sacrées 1re partie et 6/2 - Le pays des grottes sacrées 2e partie).